# Drosophila gradata
Drosophila gradata är en tvåvingeart som beskrevs av Elmo Hardy och Kaneshiro 1968. Drosophila gradata ingår i släktet Drosophila och familjen daggflugor.
Artens utbredningsområde är Hawaii.